# バックスキン (革)

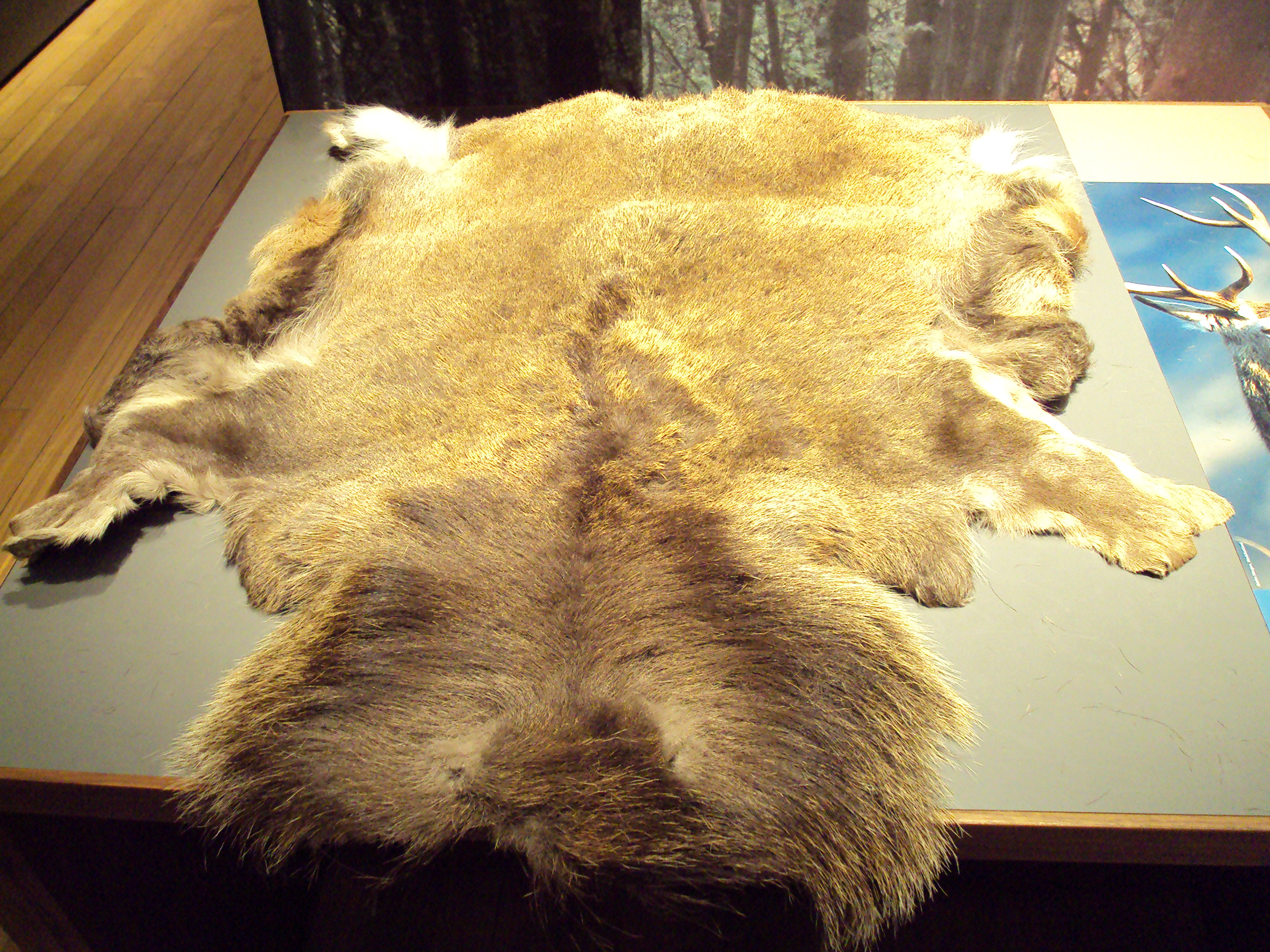
鹿皮、ケルビングローブ美術館・博物館（スコットランド、グラスゴー）

バックスキン（英語: buckskin）は、柔く、しなやかなで、多孔質の、動物、大抵は鹿の保存加工された皮である。アメリカ先住民によって着用される鹿皮の衣類と同じやり方で鞣されている。「Buck」は英語でシカやウサギの雄、特に牡鹿を意味する。「バックスキン」として売られている革の中には、現代的なクロム鞣し薬品で鞣され、本物のバックスキンと似せて染色された羊革もある。
バックスキンは潤滑剤を使って保存加工されており、柔く、しなやかになるように物理的に処理されており、大抵は木が燃えて発生する煙でいぶされている。この燻しによってバックスキンに典型的な暗いハチミツ色となるため、強く推奨される。燻しは鞣し皮が塗れた時に硬くなるのを防ぎ、虫に食べられるのも阻止する。燻されていないバックスキンの色はより薄く、白色のことさえもある。
バックスキンで作られた衣服は英語の複数形で「buckskins」と呼ばれる。

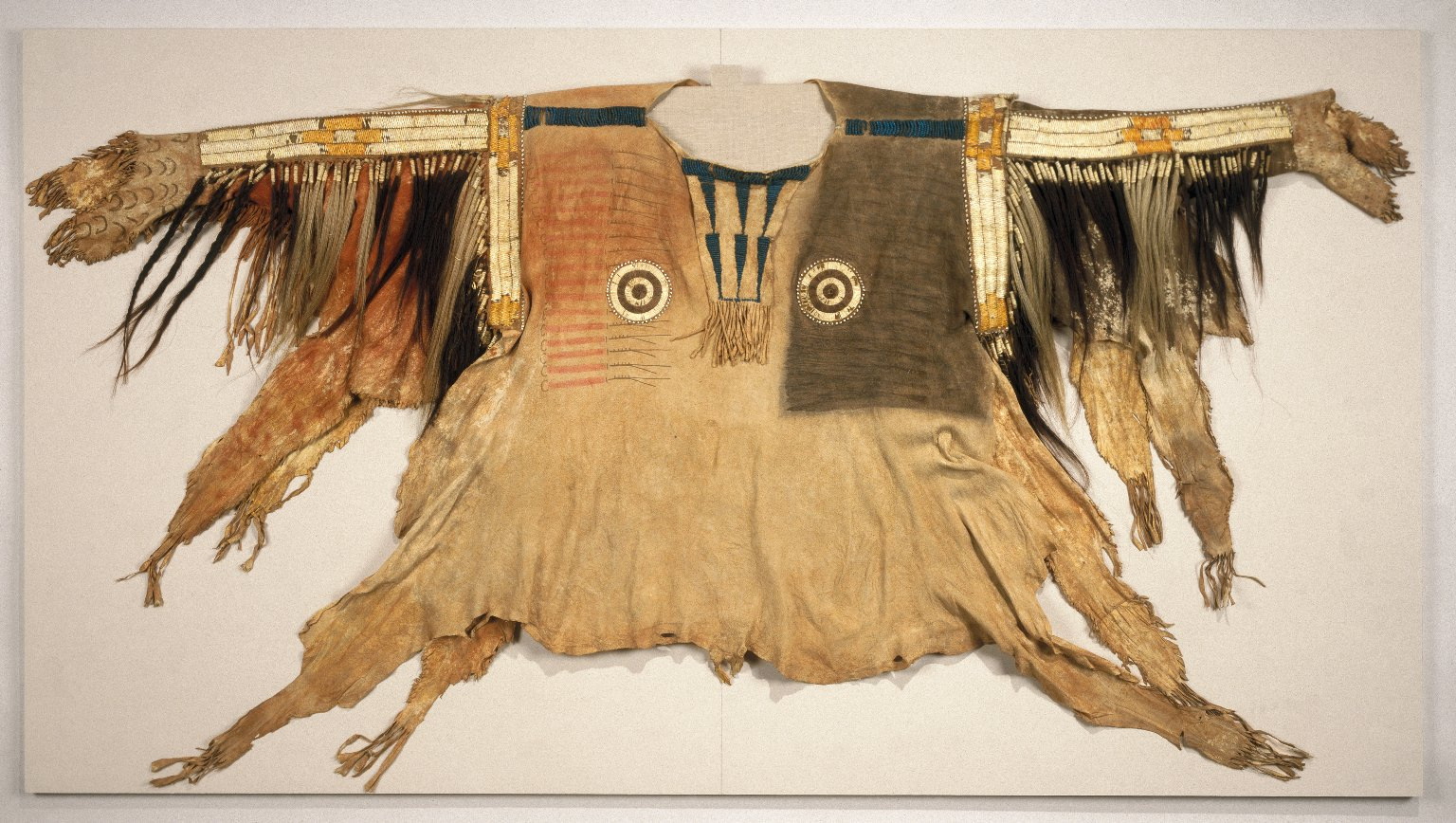
19世紀の首長の戦衣のシャツ（ブルックリン美術館）。